# جيل ديليون
جيل ديليون (بالفرنسية: Gilles Delion)‏ مواليد 5 أغسطس 1966 في سانت إتيان، هو دراج فرنسي سابق في صنف سباق الدراجات على الطريق.

## سجل النتائج

### سباقات أو مراحل فاز بها
- طواف فرنسا

### المراكز
- حقق المركز الـ 15 في سباق طواف فرنسا 1990

## روابط خارجية
- جيل ديليون على موقع أرشيف الدراجات (الإنجليزية)
- جيل ديليون على موقع إحصائيات الدراجات الإحترافية (الإنجليزية)
- جيل ديليون على موقع CycleBase (الإنجليزية)